# Мироненко Валентина Олександрівна
Валентина Олександрівна Мироненко (27 червня 1963, Майорівка, Кролевецький район, Сумська область) —  майстриня художнього ткацтва, носій елемента національної культурної спадщини «Кролевецьке переборне ткацтво», член Національної спілки майстрів народного мистецтва України (1992).

## Біографія
Мироненко Валентина Олександрівна народилась 27 червня 1963 року в селі Майорівка (нині Кролевецька міська громада, Конотопський район, Сумська область). 1980 року закінчила Кролевецьке профтехучилище.  Працювала ткалею на Кролевецькій фабриці художнього ткацтва (1980—2008).
Член Національної спілки майстрів народного мистецтва України (1992), бере участь у роботі Сумського обласного осередку НСМНМУ.
Учасниця обласних, всеукраїнських та міжнародних виставок народного та декоративно-ужиткового мистецтва. Постійна учасниця Міжнародного літературно-мистецького фестивалю «Кролевецькі рушники».
Найкращі зразки виробів  майстрині експонуються у єдиному в світі Музеї кролевецького ткацтва, зберігаються в багатьох музеях, галереях, приватних колекціях України та зарубіжжя (Польща, Естонія та ін.).

## Творчість
Валентина Мироненко — носій елемента «Кролевецьке переборне ткацтво». Вона підтримує багатовікову традицію виготовлення кролевецьких тканих рушників. Особливими роботами у її творчості є рушники із зображенням портретів відомих письменників та видатних сучасників. Виготовляє також скатертини, серветки, панно тощо. Роботам майстрині притаманні високий художній смак, самобутня краса кольорових рішень. Особливу вишуканість мають твори, вишиті червоним по білому.

## Твори
Рушники «Україна» (2000), «Київські каштани» (2004), «Весільний» (2005), «Відродження» (2014).

## Нагороди і відзнаки
Неодноразово нагороджена грамотами та дипломами за високу професійну майстерність, вагомий внесок у збереження та відродження українського декоративно-ужиткового мистецтва.
Удостоена почесного звання Берегині Міжнародного літературно-мистецького фестивалю «Кролевецькі рушники»   (2012).
2018 року отримала стипендію голови Сумської обласної державної адміністрації.